# ساتومي ساتو
ساتومي ساتو (佐藤聡美 ساتو ساتومي) هي مؤدية أصوات يابانية ولدت في 8 مايو 1986 في سنداي، مياغي.

## أدوارها في الأنمي

### مسلسلات أنمي تلفزيونية
- كي-أون!! - ريتسو تايناكا
- كي-أون!! - ريتسو تايناكا
- فايري تايل - ويندي مارفل
- أوكامي-سان و رفاقها السبعة - ماتشيكو هيمورا، ليست كيريكي (أيام الطفولة)
- ماغي: The Labyrinth of Magic - ساسا
- أختي لا يمكن لها أن تكون بهذه الظرافة - مانامي تامورا
- أختي لا يمكن لها أن تكون بهذه الظرافة. - مانامي تامورا
- كيه - كوكوري يوكيزومي
- كيه RETURN OF KINGS - كوكوري يوكيزومي
- رايلغان معينة خاصة بالعلم - بانري إداساكي
- رايلغان معينة خاصة بالعلم S - بانري إداساكي
- كامينوميزو شيرو سيكاي - سينا
- كوينز بليد: ريبيليون - لايلا
- ون بيس - بوا ماريغولد (أيام الطفولة)
- فري! - تشيغوسا هانامورا، ناغيسا هازوكي (أيام الطفولة)
- فري! Eternal Summer - تشيغوسا هانامورا، ناغيسا هازوكي (أيام الطفولة)
- هيوكا - إرو تشيتاندا
- كارنفال - إيريشكا
- التلميذ المتخلف في ثانوية السحر - ميزوكي شيباتا
- التلميذ المتخلف في ثانوية السحر: الزائرة - ميزوكي شيباتا
- سيتوكاي ياكويندومو - أريا شيتشيجو
- سيتوكاي ياكويندومو * - أريا شيتشيجو
- خليلة (مؤقتة) - كوكومي شينا
- دينكي-غاي - تسومورين
- فصل الاغتيال - يوكيكو كانزاكي
- إنتقام ماساموني-كن - ماري ميزونو
- تيلز أوف زيستيريا ذا كروس - ماغيلو
- بوبتيبيبيك - بيبيمي (الحلقة 4A)
- ملحمة مسيرة الموت إلى العالم الآخر - نادي
- هاند شيكرز - والدة تازونا تاكاتسوكي
- المشاغب لا يحلم عن فتاة الأرنب سينباي - فوميكا نانجو
- سيف قاتل الشياطين - تانجيرو كامادو (أيام الطفولة)
- رحلات الساحرة - نينو
- فروتس باسكت (2019) - ساكي هاناجيما

### أنمي الإنترنت
- سيلور مون كريستال - نارو أوساكا
- بي البداية - يونا
- سينت سيا: نايتس أوف ذا زودياك - شون

### أوفا أنمي
- المعلم الساحر نيغيما!: عالم آخر EXTRA الفتاة الساحرة يوي - كوليت فالاندول
- سيتوكاي ياكويندومو - أريا شيتشيجو

### أفلام أنمي
- كيه MISSING KINGS - كوكوري يوكيزومي
- التلميذ المتخلف في ثانوية السحر: الفتاة التي تنادي النجوم - ميزوكي شيباتا
- فيلم كي-أون!! - ريتسو تايناكا
- المشاغب لا يحلم عن الفتاة الحالمة - فوميكا نانجو

## أدوارها في ألعاب الفيديو
- تيلز أوف إكسيليا 2 - نوفا
- تيلز أوف بيرسيريا - ماغيلو
- خليلة (مؤقتة) - كوكومي شينا
- فاير إمبلم فيتس - أفاتار
- أختي لا يمكن لها أن تكون بهذه الظرافة بورتبل - مانامي تامورا
- «أختي لا يمكن لها أن تكون بهذه الظرافة بورتبل» لا يمكن لها أن تستمر - مانامي تامورا
- أختي لا يمكن لها أن تكون بهذه الظرافة: النهاية السعيدة - مانامي تامورا
- فصل الاغتيال: محاصرة كوروسينسي الكبرى!! - يوكيكو كانزاكي
- فصل الاغتيال: خطة تدريب القتلة!! - يوكيكو كانزاكي

## وصلات خارجية
- ساتومي ساتو على موقع IMDb (الإنجليزية)
- ساتومي ساتو على موقع ميوزك برينز (الإنجليزية)
- ساتومي ساتو على موقع ديسكوغز (الإنجليزية)
- ساتومي ساتو على موقع قاعدة بيانات الفيلم (الإنجليزية)
- ساتومي ساتو على موقع ANN person (الإنجليزية)